# Coupe de l'Outre-Mer
La Coupe de l'Outre-Mer (francese per Coppa d'oltremare) è stata una competizione calcistica creata nel 2008 dalla Federazione calcistica francese che metteva a confronto le selezioni nazionali dei territori della Francia d'oltremare. Il torneo si svolgeva con cadenza biennale nella Francia metropolitana, tra la fine del mese di settembre e l'inizio del mese di ottobre.
Dopo tre edizioni il torneo è stato soppresso, in quanto ritenuto troppo costoso dalla FFF.

## Formato
Il torneo prevedeva una prima parte in cui le squadre partecipanti venivano divise in due gironi distinti; la vincente di ciascun gruppo accedeva alla finale della competizione, le seconde classificate alla finale valevole per il terzo e quarto posto.
Nella fase a gironi i punti venivano assegnati secondo il seguente schema: 4 punti per la vittoria, 1 per il pareggio, 0 per la sconfitta; in caso di pareggio si procedeva con i calci di rigore, la squadra che prevaleva si aggiudicava un punto aggiuntivo oltre a quello ottenuto per il pareggio nei minuti regolamentari.

## Storia
Fino al 2007 esisteva la Coupe des Clubs Champions d'Outre-Mer (Coppa dei Club Campioni d'oltremare) a cui partecipavano le squadre di club che avevano vinto i singoli campionati nazionali dei vari territori (DOM e TOM), la manifestazione fu abolita a seguito della riforma amministrativa dei territori d'oltremare francesi.
Nel 2008 ha preso il via la prima edizione della competizione a cui hanno preso parte 7 selezioni, le partite si sono disputate tutte nella regione dell'Île-de-France. La finale ha visto imporsi la selezione di calcio della Riunione col risultato di 1-0 sulla rappresentativa della Martinica grazie ad un gol del bomber Mamoudou Diallo, poi vincitore del titolo di capocannoniere del torneo. In questa edizione inaugurale la rappresentativa di Tahiti ha schierato giocatori provenienti dal solo club nazionale dell'AS Manu-Ura.
La seconda edizione si è svolta nel 2010, sempre nella regione metropolitana dell'Île-de-France, e ha visto la partecipazione di una squadra in più rispetto alla precedente ovvero la compagine delle piccole isole di Saint-Pierre e Miquelon. La finale ha messo di nuovo a confronto le squadre della Martinica e della Riunione ma questa volta sono stati i caraibici ad imporsi per 5-3 ai rigori, dopo lo 0-0 dei tempi regolamentari.
L'edizione del 2012 ha visto la partecipazione di 8 squadre, le medesime del 2010. I sorteggi per la composizione dei gironi si sono svolti il 20 aprile 2012 con la partecipazione di Jackson Richardson, ex capitano della nazionale francese di pallamano ed originario dell'isola della Riunione. Gli incontri del torneo si sono disputati nei dipartimenti di Yvelines, Val-d'Oise, Seine-Saint-Denis, Hauts-de-Seine ed Essonne situati nella regione dell'Île-de-France. La finale ha visto contrapporsi, per la terza volta consecutiva, Martinica e Riunione ed ha assegnato il titolo a quest'ultima selezione che si è imposta 10-9 dopo i calci di rigore.

## Squadre partecipanti
| Squadra                 | Status                             | Collocazione                         | Partecipazioni | Partecipazioni | Partecipazioni |
| Squadra                 | Status                             | Collocazione                         | 2008           | 2010           | 2012           |
| ----------------------- | ---------------------------------- | ------------------------------------ | -------------- | -------------- | -------------- |
| Guadalupa               | Dipartimento e regione d'oltremare | Antille Francesi, Caraibi            | x              | x              | x              |
| Guyana francese         | Dipartimento e regione d'oltremare | America Meridionale                  | x              | x              | x              |
| Martinica               | Dipartimento e regione d'oltremare | Antille Francesi, Caraibi            | x              | x              | x              |
| Mayotte                 | Dipartimento e regione d'oltremare | Canale del Mozambico, Oceano Indiano | x              | x              | x              |
| Nuova Caledonia         | Collettività sui generis           | Melanesia, Oceano Pacifico           | x              | x              | x              |
| La Riunione             | Dipartimento e regione d'oltremare | Isole Mascarene, Oceano Indiano      | x              | x              | x              |
| Saint-Pierre e Miquelon | Collettività d'oltremare           | Oceano Atlantico                     | -              | x              | x              |
| Saint-Barthélemy        | Collettività d'oltremare           | Antille Francesi, Caraibi            | -              | -              | -              |
| Saint-Martin            | Collettività d'oltremare           | Antille Francesi, Caraibi            | -              | -              | -              |
| Tahiti                  | Collettività d'oltremare           | Polinesia, Oceano Pacifico           | x              | x              | x              |
| Wallis e Futuna         | Collettività d'oltremare           | Polinesia, Oceano Pacifico           | -              | -              | -              |
| TOTALE                  | TOTALE                             | TOTALE                               | 7              | 8              | 8              |

## Albo d'oro
| Anno            | Paese ospitante | Finalissima | Finalissima      | Finalissima | Finalissima   | Finale 3º/4º posto | Finale 3º/4º posto | Finale 3º/4º posto |
| Anno            | Paese ospitante | Campione    | Risultato        | Finalista   | Luogo         | Terzo              | Risultato          | Quarto             |
| --------------- | --------------- | ----------- | ---------------- | ----------- | ------------- | ------------------ | ------------------ | ------------------ |
| 2008 (Dettagli) | Francia         | La Riunione | 1 - 0            | Martinica   | Créteil       | Guadalupa          | 4 - 0              | Guyana francese    |
| 2010 (Dettagli) | Francia         | Martinica   | 0 - 0 (5-3 dcr)  | La Riunione | Créteil       | Guadalupa          | 4 - 0              | Mayotte            |
| 2012 (Dettagli) | Francia         | La Riunione | 2 - 2 (10-9 dcr) | Martinica   | Saint-Gratien | Guadalupa          | 1 - 0              | Mayotte            |

## Vittorie
| Squadra     | Vittorie | Secondi posti |
| ----------- | -------- | ------------- |
| La Riunione | 2        | 1             |
| Martinica   | 1        | 2             |

## Migliori marcatori
| Anno | Giocatore                                    | Squadra                     | Reti |
| ---- | -------------------------------------------- | --------------------------- | ---- |
| 2008 | Mamoudou Diallo                              | La Riunione                 | 4    |
| 2010 | Ludovic Gotin Patrick Percin El Habib N'Daka | Guadalupa Martinica Mayotte | 4    |
| 2012 | Jean-Michel Fontaine                         | La Riunione                 | 7    |